# Chiesa di San Pio X (Milano)
La chiesa di San Pio X è una chiesa di Milano, nel quartiere di Città Studi.

## Storia
La chiesa venne costruita nel 1955 su progetto di Giuseppe Chinigher.
In origine era sussidiaria della parrocchia di San Giovanni in Laterano; vi si distaccò nel 1970, con l'erezione della nuova parrocchia di San Pio X. All'inizio del 2014 la parrocchia si è unita in comunità pastorale con la parrocchia di San Giovanni in Laterano, dando vita alla Comunità Pastorale "San Giovanni il Precursore".

## Caratteristiche

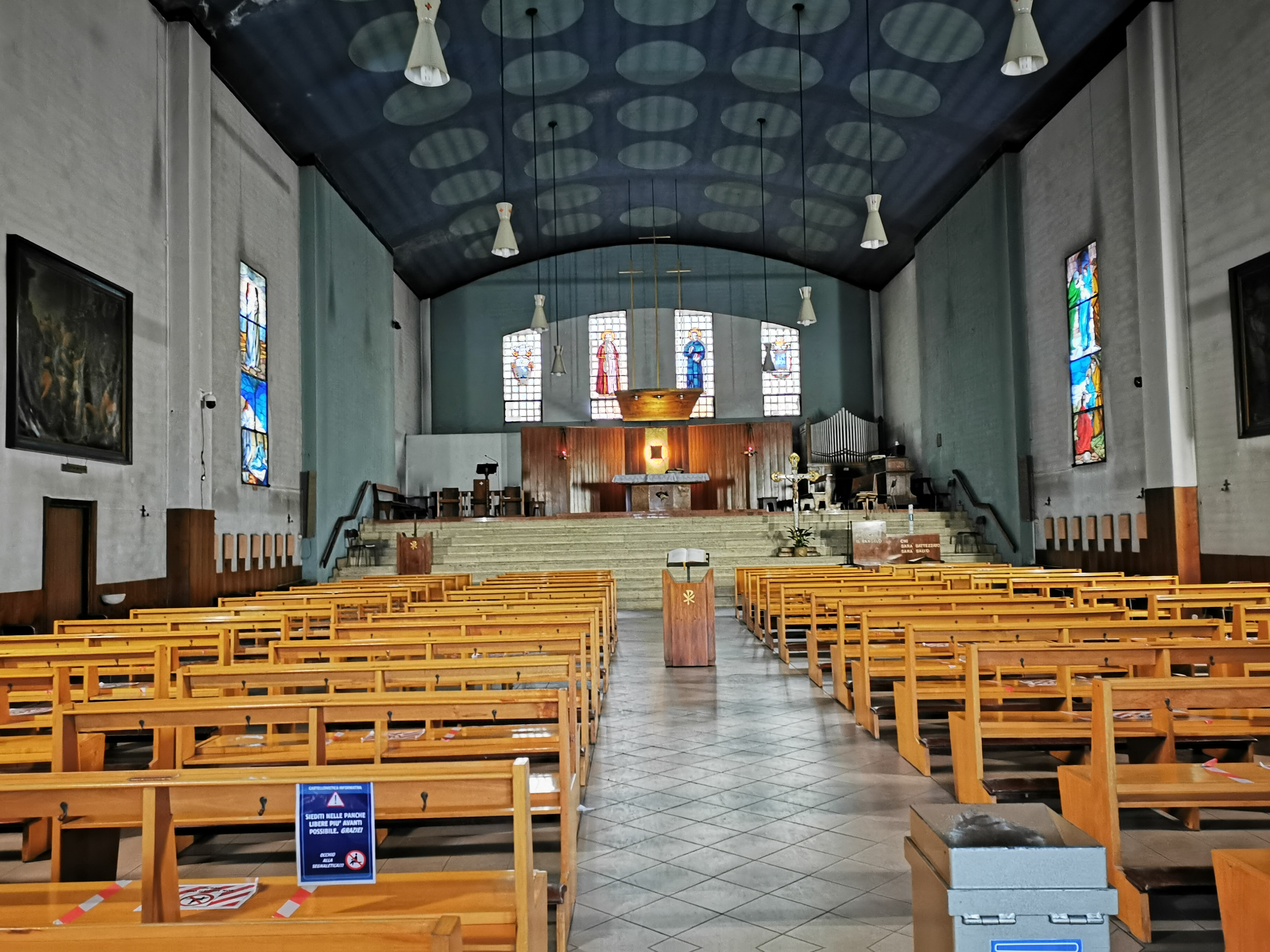
Interni della chiesa

La chiesa, stretta fra alcuni edifici, prospetta su piazza Leonardo da Vinci.
La facciata ha forme semplici ed è rivestita da piastrelle in ceramica.
L'interno, di aspetto spoglio, è a navata unica, di forma rettangolare; vi si conservano alcune tele cinquecentesche, provenienti da San Giovanni in Laterano.